# Waldfrieden (Bernau bei Berlin)
Der Siedlungsbereich Waldfrieden ist ein Ortsteil der Stadt Bernau bei Berlin. Die Stadt gehört zum Landkreis Barnim im Bundesland Brandenburg. Offiziell erhielt es seinen Namen im 21. Jahrhundert, als eine Neugliederung des Stadtareals erfolgte, zuvor war es einfach Bernau, wurde jedoch schon frühzeitig wegen seiner Lage als Waldfrieden bezeichnet. Waldfrieden liegt etwa vier Kilometer nordwestlich des Stadtkerns und ist rundherum von Waldflächen umgeben. Die Besiedlung begann mit dem Bau der Gewerkschaftsschule Bernau in den 1920er Jahren. Weitere Bereiche mit Gaststätten, einer Forstwirt-Fachschule, Einfamilienhäusern für die Offiziersfamilien der Roten Armee und mit Wochenendgrundstücken kamen in den folgenden Jahrzehnten hinzu. Seit den späten 1990er Jahren erfolgt eine schrittweise Umnutzung der gut erhaltenen und teilweise denkmalgeschützten Gebäude der Gewerkschaftsschule. Neubauten ergänzen die Siedlung. In die freigezogenen Offiziersvillen ziehen neue Besitzer ein.

## Lage
Die Streusiedlung befindet sich beidseitig der Landesstraße 204, der Wandlitzer Chaussee. Durch den kreuzenden Straßenzug Fritz-Heckert-Straße – Lanker Straße wird sie in einen südlichen und einen nördlichen Bereich gegliedert.
Der Bernauer Flächennutzungsplan aus dem Jahr 2007 zeigt folgende Grundnutzungen:
- Wohngebiete
- Sonderbauflächen
- Sondergebiete mit Wohnflächen
- Gemischte Bauflächen
- ein Gewerbegebiet
- mehrere geschützte Biotope.

Vom Stadtzentrum aus beginnt der Ortsteil Bernau-Waldfrieden mit der Autobahnmeisterei Bernau (zu der auch die neuen Rastanlagen auf der A 11 Ladeburger Heide gehören). Dem schließen sich der umfangreiche Schulkomplex Hannes-Meyer-Campus und eine kleine Gewerbefläche an. Die Schulen und Gewerbebauten gruppieren sich um die Hanns-Wittwer- und die Franz-Mehring-Straße.
Südwestwärts gibt es den Gebäudekomplex einer als Waldarbeitsschule entstandenen Sondernutzungseinheit – über die Lanker Straße von der Wandlitzer Chaussee erreichbar – und einen Siedlungsbereich mit Wohnvillen und Erschließungsstraßen. Überregional bekannt ist die bereits Ende des 19. Jahrhunderts eröffnete Ausflugsgaststätte Waldkater direkt an der Wandlitzer Chaussee in diesem Ortsteil, die jedoch seit etwa 2022 als Gastwirtschaft geschlossen ist.
Die Ortsteilfläche umfasst grob geschätzt 1,8 km²; sie lässt sich nicht exakt angeben, da zwischen den genannten Bereichen Grünflächen liegen, die zum Naturpark Barnim bzw. dem Bernauer Forst gehören.

## Verwaltung
Seit Waldfrieden ein eigener Ortsteil der Stadt Bernau ist, besteht auch ein Ortsbeirat, geleitet vom Ortsvorsteher Jan Bernatzki (Stand 2021). Im Jahr 2021 wurde auf dem Gelände des Ortsteils ein Besucherzentrum errichtet und im Februar 2022 mit der feierlichen Schlüsselübergabe eröffnet. Konzept und Bau des Zentrums kosteten 2,7 Millionen Euro. Hier finden nun die Sitzungen des Ortsbeirats statt, es dient zugleich auch als Veranstaltungsort, als „Zentrum für Besucherinnen und Besucher“ und Kulturtreff der Bewohner. Als erstes wurde für rund 300.000 Euro eine Ausstellung zum benachbarten Bauhaus-Denkmal gestaltet.

## Hannes-Meyer-Campus
Die Bauhaus-Architekten Hannes Meyer und Hans Wittwer errichteten zwischen 1928 und 1930 nach ihren Plänen auf einer vorher unbebauten Fläche in der Nähe der deutschen Hauptstadt die gewerkschaftliche (ADGB)-Bildungseinrichtung. Es entstand die Gewerkschaftsschule Bernau, die in den 1950er Jahren baulich erweitert wurde und danach als Gewerkschaftshochschule fungierte. Das schrittweise entstandene Gebäudeensemble steht seit 1977 unter Denkmalschutz. Die heutige Namensgebung des gesamten Areals erfolgte mit der Totalsanierung und dem Eigentümerwechsel der Anlage zum Ende des 20. Jahrhunderts.
Wichtige Bildungseinrichtungen sind das am 7. September 1998 eröffnete Barnim-Gymnasium Bernau, auf dem in den 2010er Jahren rund 700 Schüler lernen, und das Oberstufenzentrum Barnim I, das seit 2004 in verschiedenen sozialen und kaufmännischen Berufen ausbildet.
Am 9. Juli 2017 beschloss das UNESCO Komitee in Krakau, die ehemalige Hochschule der Gewerkschaften in Waldfrieden in die Liste des Weltkulturerbes aufzunehmen. Das war der Lohn für 27 Jahre ausdauernder Arbeit der Beteiligten an diesem Projekt. 2003 begann Brenne Gesellschaft von Architekten mbH mit Rekonstruktions- und Sanierungsarbeiten zur Wiederherstellung des Denkmals. Der Meyer-Wittwer-Bau oder Bundesschule des Allgemeinen Deutschen Gewerkschaftsbundes wird heute als Bauhaus Denkmal Bundesschule Bernau bei Berlin bezeichnet.

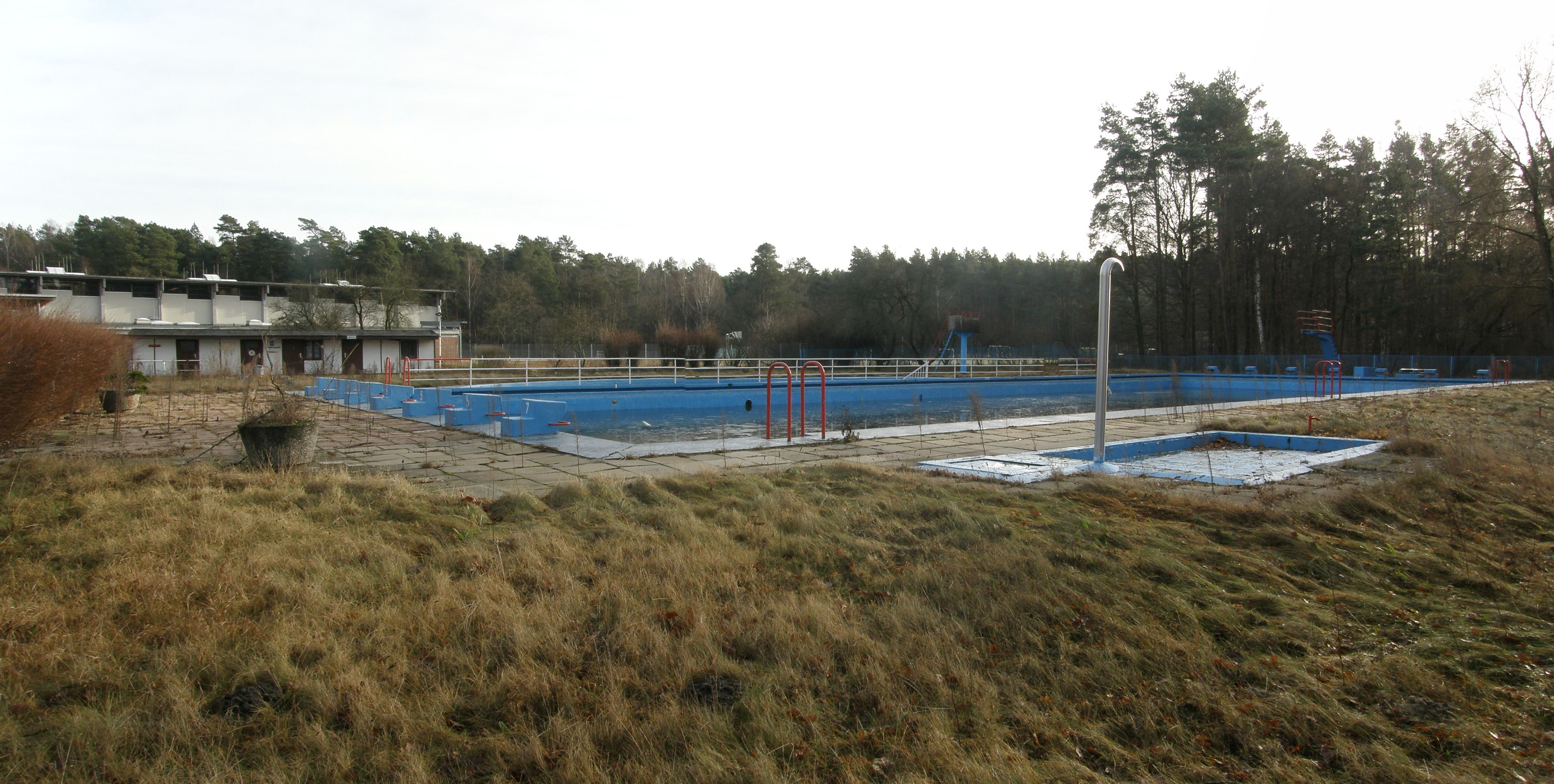
Freibad im Winter 2012, mit Wasser gefüllt

Auf dem Campus gibt es neben den zahlreichen Schul- und Sozialgebäuden ein wenig bekanntes Freibad (Fritz-Heckert-Straße) mit einem 50-Meter-Schwimmbecken, einem 3-Meter-Sprungturm, einem separaten Nichtschwimmerbecken und einem Umkleidegebäude. Diese Sportstätte wurde zwischen 2009 und 2013 schrittweise saniert. Die Sanierung kostete 3,9 Millionen Euro, von denen die Stadt Bernau 650.000 Euro selbst trug, der Rest waren Fördergelder der EU und des Landes Brandenburg. Die feierliche Wiedereröffnung erfolgte am 30. Mai 2014 durch die Bernauer Bürgermeisterin.
Im Zusammenhang mit den Studenten und Schülern der Gewerkschaftshochschule bildete sich 1951 die Hochschulsportgemeinschaft Wissenschaft Bernau, aus der später der Sportverein (SV) Bernau Waldfrieden 1951 e. V. entstand. Er hat sein Koordinierungsbüro im ehemaligen Wachthaus der ADGB. Per Ende 2011 bot er seinen Mitgliedern zwölf Volkssportarten, darunter Volleyball, Fußball, Gymnastik, Billardkegeln oder Winterschwimmen.

## Waldarbeitsschule

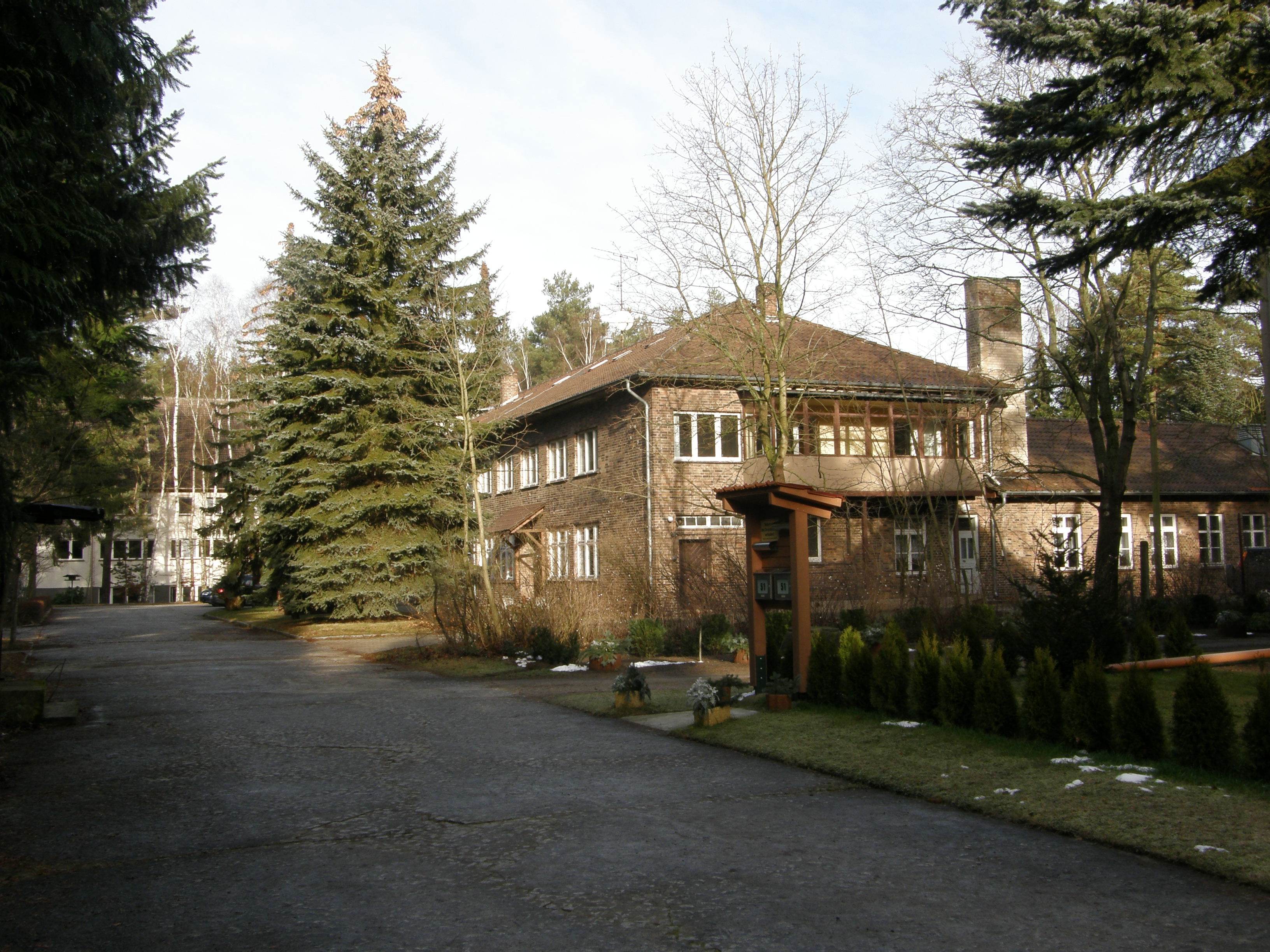
eh. Waldarbeitschule (im Vordergrund Altneubau; links im Hintergrund: Erweiterungsbau aus den 1980ern)

Die Schule mit zugehörigen Sozialgebäuden (Kantine, Internat) wurde 1952/1953 erbaut und im Jahr 1954 eröffnet. Sie widmete sich der intensiven und naturnahen Ausbildung von Wald- und Forstarbeitern. In den späten 1970er Jahren wurde ein separater Ergänzungsbau errichtet. Anlässlich des Jubiläums (2004) wurde informiert, dass hier seit 1954 mehr als 3800 Personen ihren Abschluss erwarben. Nach Beschlüssen des Landes Brandenburg als Grundeigentümer wurde die Ausbildung von Forstfachleuten hier eingestellt, stattdessen haben sich in den verschiedenen Gebäudeteilen einige Verwaltungen (wie vorübergehend die Naturparkverwaltung Barnim, nach Fertigstellung des Neubaus vom Agrarmuseum Wandlitz wieder ausgezogen), eine Waldsauna (bis Mai 2013), die Oberförsterei Liepnitz und die Waldschule „Kienappel“ eingerichtet. Aus der Zeit der Forstfachschule sind einige Gestaltungselemente im Inneren erhalten.
Zum Ende des Jahres 2014 waren offenbar alle Nutzer ausgezogen, denn die Stadt Bernau richtete dort ab Spätsommer 2015 ein Asylbewerberheim für 150 Flüchtlinge ein.

## Weitere Einrichtungen in Bernau-Waldfrieden
Andere Gebäude und Flächen beherbergen ein Sägewerk, eine Holzhandlung und Restaurants.

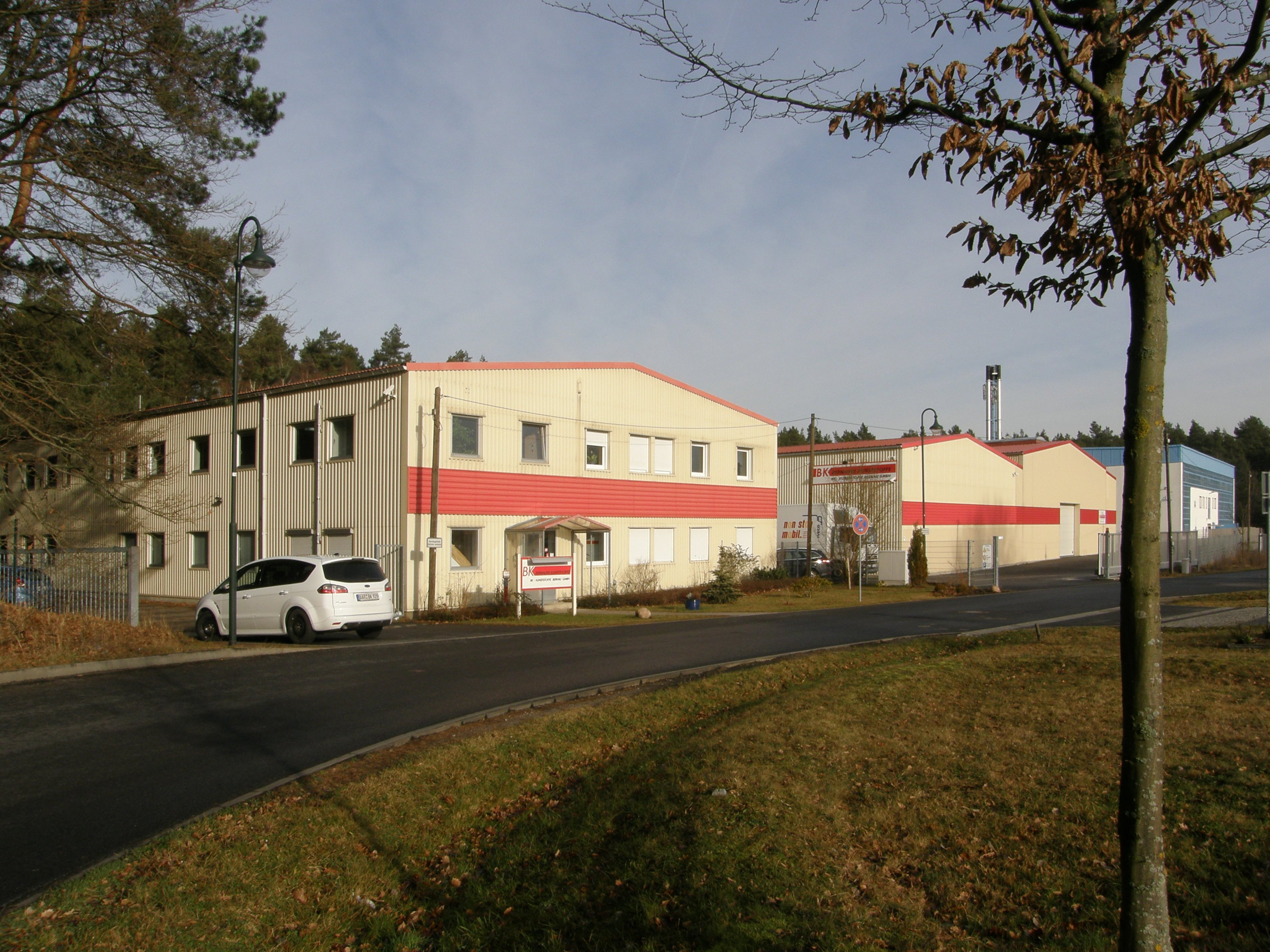
Werk- und Lagerhallen von Kunststoffe Bernau

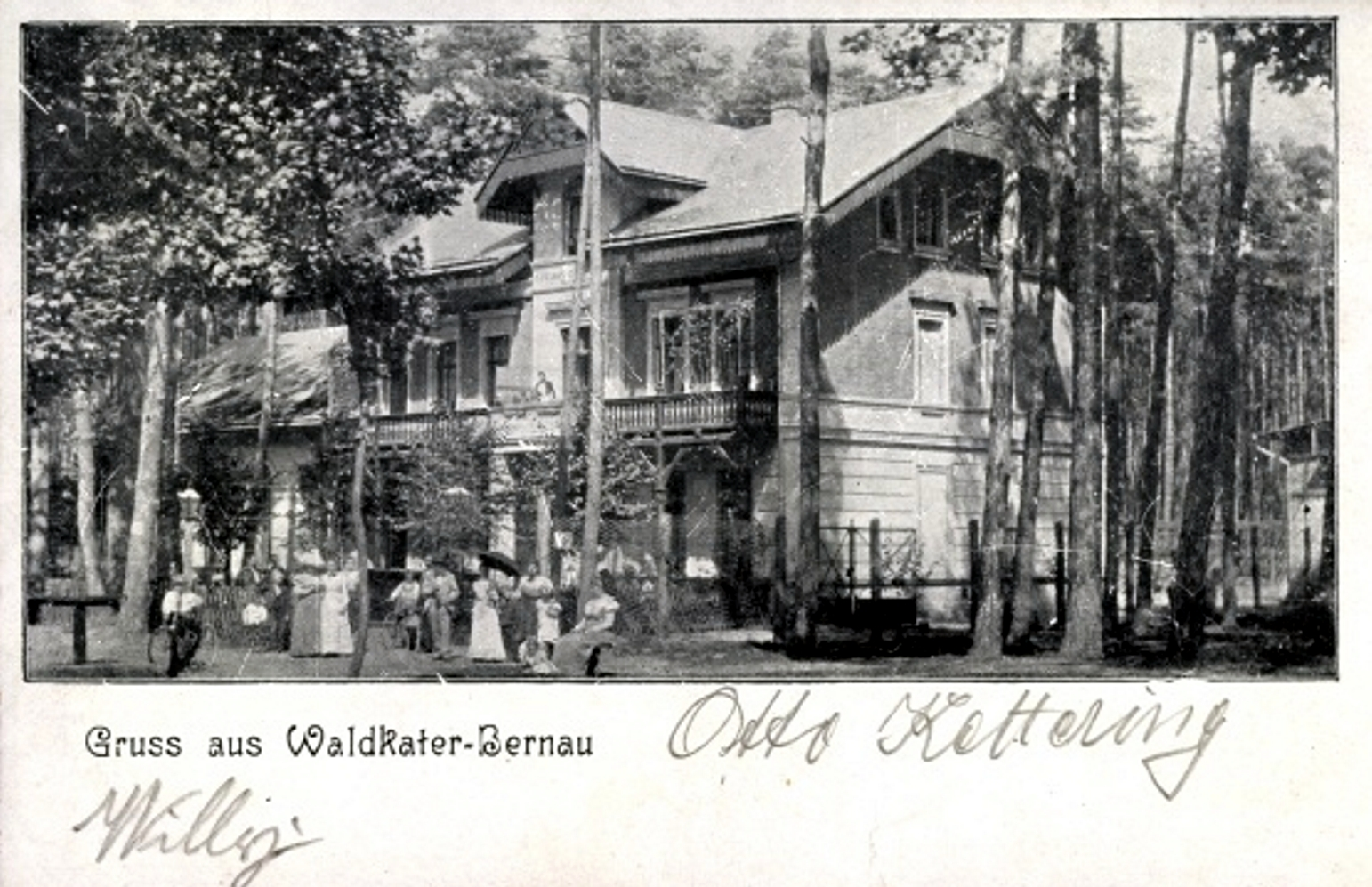
Waldkater, Jahr 1901; Grußkarte eines Besuchers

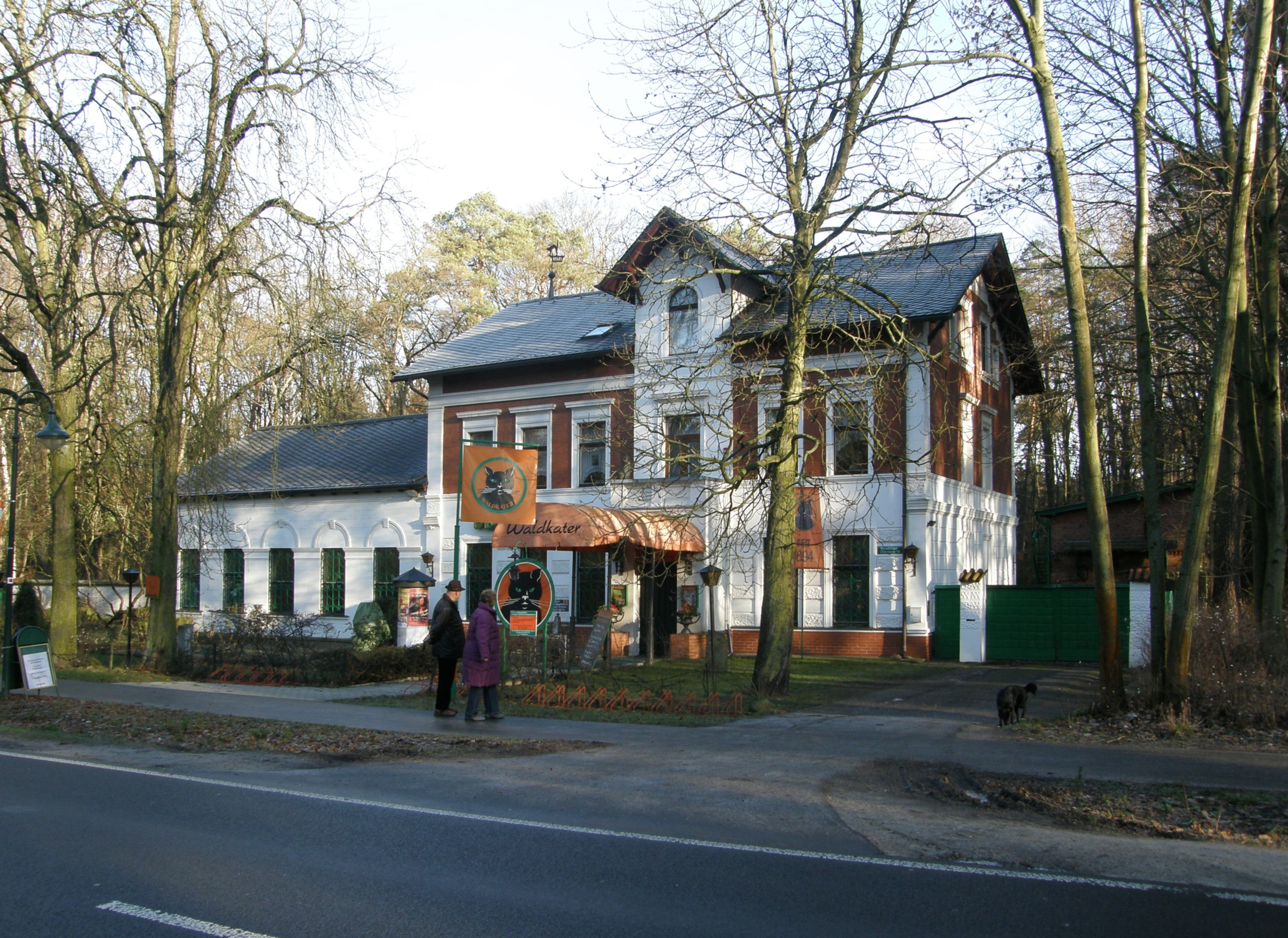
Waldkater mit Terrasse, Jahr 2012

Ein größerer Betrieb befindet sich ebenfalls hier, die Kunststoffe Bernau GmbH (Wandlitzer Chaussee 54), hervorgegangen aus dem VEB Schichtpressstoffwerk Bernau, das nach der Wende von der Firma Degussa/Hüls gekauft und nach dessen Aus als Management-Buy-out von zwei ehemaligen Mitarbeitern übernommen wurde.
Die Stadtwerke Bernau betreiben für die Wärme- und Energieversorgung der Einrichtungen vor Ort das Blockheizkraftwerk (BHKW) II.
Seit Ende der 1990er Jahre nutzen drei Landeseinrichtungen ein kernsaniertes ehemaliges Internat. Das dreigliedrige Gebäude beherbergt die Autobahnpolizeiwache (seit 2007), die vorher in Eberswalde stationiert war. Der westliche Flügel des Gebäudes dient dem Landesjugendamt und der östliche dem Brandenburgischen Landesbetrieb für Liegenschaften.

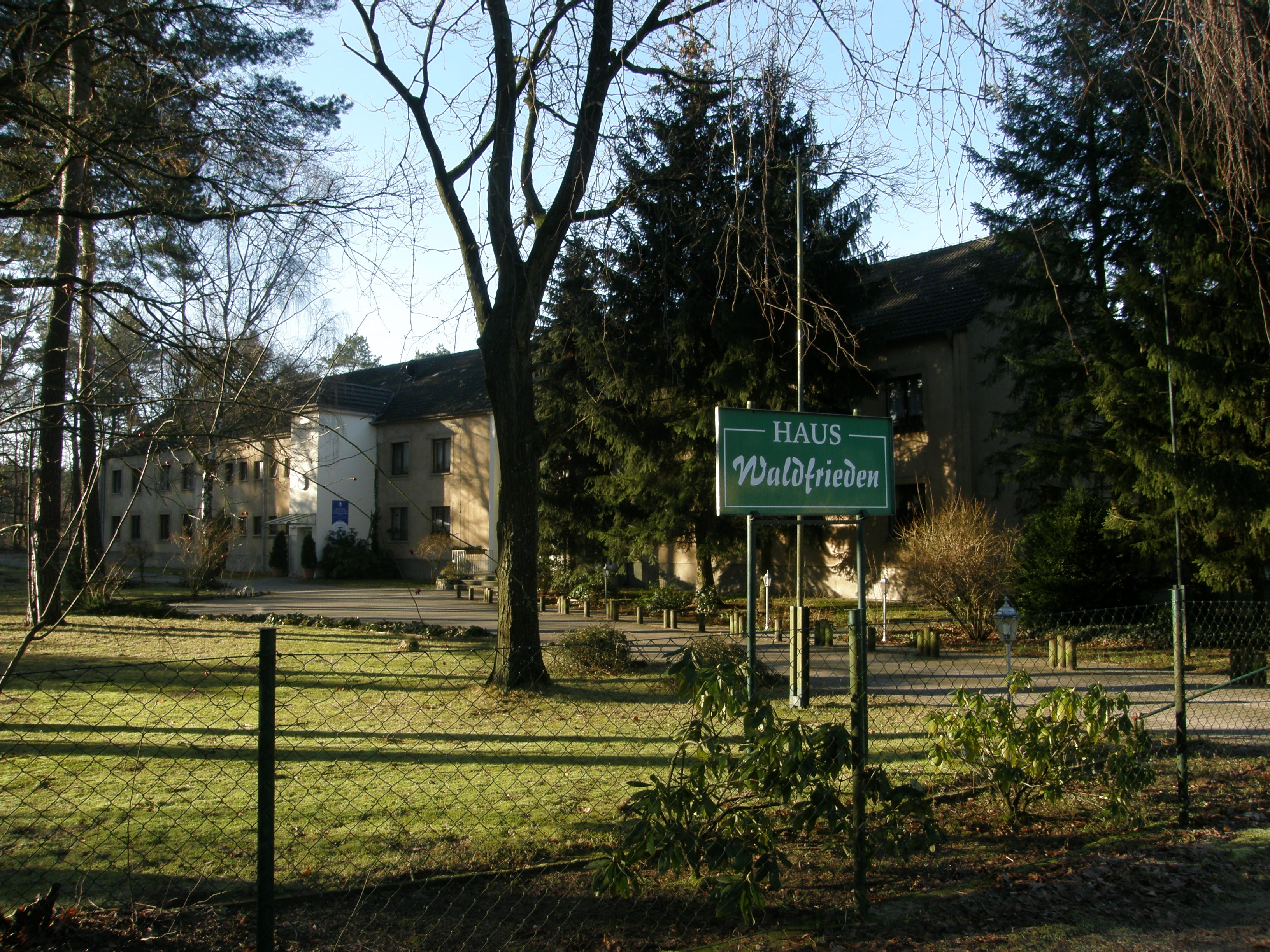
‚Haus Waldfrieden‘

In einem Bau aus dem Jahr 1960 in der Lanker Straße 26 ist das „Haus Waldfrieden“ des Seniorenheims „Regine Hildebrandt“ zu finden, das damit das älteste Pflegeheim der Stadt ist. Zu dieser Einrichtung kam nach der Wende im Bernauer Zentrum ein Neubau hinzu.
Direkt an der Wandlitzer Chaussee (Nr. 41) wurde in früheren Gebäuden auf einem abgegrenzten Gelände das Bildungs- und Innovationszentrum Waldfrieden (BIZWA), betrieben von der Handwerkskammer Berlin, eingerichtet. Hier besteht eine Ausbildungsstätte der Fachschule für Kfz-Technik Bernau.
Ebenfalls an der Wandlitzer Chaussee (Nr. 10) befindet sich das Restaurant Waldkater (siehe Bilder). Ihren Anfang nahm diese Gaststätte im Jahr 1893, als der Berliner Fleischermeister Max Klee das Grundstück samt einem alten Gebäude für 7.500 Mark kaufte und die Genehmigung zur Eröffnung einer Speisewirtschaft mit Tanzsaal erhielt. Das Häuschen wurde als Wohnhaus umgebaut. Direkt an der Landstraße vor dem Haus entstand darüber hinaus ein Biergarten, im hinteren Grundstücksteil gab es ein Tiergehege und Spielmöglichkeiten für die Kinder der Gäste. Über mehrere Generationen blieb das Restaurant in Privatbesitz, bis es 1954 an die HO verkauft wurde. Der ursprüngliche Name Waldkater wurde nicht verändert. Bereits 1979, nach vorheriger umfassender Sanierung und Modernisierung, gab es wieder einen Privatbesitzer, der mit seiner Familie hierher zog und den Waldkater ab 1982 als asiatisches Spezialitätenrestaurant erfolgreich weiterbetrieb. 
Nach der Wende wurde das Angebot auf deutsche Küche umgestellt. Im Frühjahr 2019 gaben die Besitzer und Betreiber aus Altersgründen die Bewirtschaftung auf; sie hatten keinen Nachfolger gefunden. Erhalten ist der Schriftzug an der Fassade.

## Erschließung und Verkehr
Zwölf amtlich gewidmete Straßen und eine namenlose Straße erschließen das Gebiet Waldfrieden. Die im Wohngebiet vorhandenen Straßen orientieren sich am Namen des Stadtteils, beispielsweise Am Hasensprung, Am Amselhorst, Am Wildwechsel, Am Falkensteg, Dohlensteg, Am Finkenhain, Am Rehpfad, An der Wildbahn.
Über die Landesstraße 204 und die Bundesstraße 273 ist der Ortsteil über die Bundesautobahn 11 mittels zweier Anschlüsse erreichbar. Die Omnibuslinien 894 und 897 sowie zahlreiche Schulbusse vom und zum Barnim-Gymnasium verbinden Waldfrieden mit Wandlitz, Bernau sowie anderen Orten und über die S-Bahn oder Regionalbahn mit Berlin.
Ein zu Beginn des 21. Jahrhunderts eingerichteter Kreisverkehr markiert die Zufahrten zum Campus und zum Sondernutzungsgebiet.